# San Ramon Challenger 1978
Il San Ramon Challenger 1978 è stato un torneo di tennis facente parte della categoria ATP Challenger Series nell'ambito dell'ATP Challenger Series 1978. Il torneo si è giocato a San Ramon (California) negli Stati Uniti dal 15 al 21 ottobre 1978 su campi in cemento.

## Vincitori

### Singolare
Tim Wilkinson ha battuto in finale  Bruce Manson con il punteggio di 7–6, 6–1

### Doppio
Marcelo Lara /  John Whitlinger hanno battuto in finale  Rick Fisher /  Erik Van Dillen con il punteggio di 6–3, 3–6, 7–6